# Pokrywka komory czwartej
Pokrywka komory czwartej, strop komory czwartej (łac. tegmen ventriculi quartii) – struktura anatomiczna w ludzkim mózgowiu. Położona jest w tyłomózgowiu. Stanowi tylne odgraniczenie komory czwartej.

## Część górna
Stanowi ona tylno-górne odgraniczenie wspomnianej komory. Jest tworzona poprzez zasłonę rdzeniową górną (velum medullare superius s. anterius s. rostrale), zwaną też dziobową, bardzo cienką warstwę komórek nerwowych (głównie istota biała, pokryta głównie w części dolnej szarą) rozpiętą pomiędzy konarami górnymi móżdżku, do których także stosuje się określenie „dziobowe”. Jest to struktura nieparzysta. Ma kształt trójkąta, którego ramiona czepiają się konarów móżdżku, podstawa grzęźnie w tym narządzie, wierzchołek przeciwległy do podstawy natomiast położony jest najwyżej i najbardziej z przodu, w blaszce pokrywy. Ma ona wędzidełko (frenumum veli medullaris superioris s. anterioris s. rostralis).

## Część środkowa
Tworzy ją sam móżdżek (robak pomiędzy uvula a nodulus). Jest to podstawa trójkątów tworzonych przez obie pozostałe części.
Znajduje się tam zachyłek wierzchu, nieparzysty zachyłek komory czwartej.

## Część dolna
Przypomina nieco górną. Tutaj jednak znajdują się parzyste zasłony rdzeniowe dolne (vela medullaria inferiora s. posteriora s. caudalia), a pomiędzy nimi splot naczyniówkowy komory czwartej (plexus choroideus ventriculi quartii). Tworzy go utkanie naczyniówkowe komory czwartej (tela choroidea ventriculi tertii). Także i tutaj zasłony budowane są przez istotę białą. Rozpościerają się one pomiędzy utkaniem, grudką robaka i konarem kłaczka.